# Echo Kellum
Echo Kellum (Chicago, 29 de agosto de 1982) é um ator e comediante americano. Ficou mais conhecido por seus papeis como Curtis Holt na série Arrow, Tommy em Ben and Kate, e Hunter em Sean Saves the World.

## Início na carreira
Nasceu em Chicago, Illinois, mudou-se para Los Angeles no final de 2009 buscar a carreira na comédia. Ele é graduado na The Groundlings, I.O. West, e Upright Citizens Brigade.

## Filmografia
| Ano           | Título                  | Papel                                     | Notas                                                                                    |
| ------------- | ----------------------- | ----------------------------------------- | ---------------------------------------------------------------------------------------- |
| 2012          | Comedy Bang! Bang!      | Concerned Citizen                         | Episódio: "Zach Galifianakis Wears a Blue Jacket & Red Socks"                            |
| 2012–13       | Ben and Kate            | Tommy                                     | Elenco principal, 16 episódios                                                           |
| 2012–13       | Hot in Cleveland        | Aaron / Johnny                            | Episódios: "Hot & Heavy", "Love Is All Around"                                           |
| 2013          | The Gates               | Rav Mukherjee                             | Piloto para televisão não resolvido                                                      |
| 2013          | NTSF:SD:SUV             | Clarence / Lex                            | Episódios: "Inertia", "Unfrozen Agent Man"                                               |
| 2013          | Key and Peele           | Funk Band Member                          | Episódio #3.9                                                                            |
| 2013          | Comedy Bang! Bang!      | Tiberius Jones                            | Episódios: "Aziz Ansari Wears a Charcoal Blazer", "Zach Galifianakis Wears a Santa Suit" |
| 2013–14       | Sean Saves the World    | Hunter                                    | Elenco principal, 15 episódios (2 não foram ao ar)                                       |
| 2013–17       | Rick and Morty          | Jacob / Brad / First Mate / Triple Trunks | Dublagem; 4 episódios                                                                    |
| 2014          | Two to Go               | Nick                                      | Piloto para televisão não resolvido                                                      |
| 2015          | Shangri-La Suite        | Hepcat                                    | Filme                                                                                    |
| 2015          | Dead People             | Doug                                      | Piloto para televisão não resolvido                                                      |
| 2015          | A to Z                  | Joseph                                    | Episódios: "J Is for Jan Vaughan", "K Is for Keep Out"                                   |
| 2015          | Drunk History           | Lew Alcindor                              | Episódio: "Cleveland"                                                                    |
| 2015          | The League              | Mr. McGibblets                            | Episódio: "The Yank Banker"                                                              |
| 2015          | You're the Worst        | Tall Nathan                               | 4 episódios                                                                              |
| 2015–2020     | Arrow                   | Curtis Holt / Senhor Incrível             | Papel recorrente (temporada 4) Elenco principal (temporada 5-presente)                   |
| 2016          | Pig Goat Banana Cricket | Guitar / Lil' Doctor Dirty                | Dublagem; 2 episódios                                                                    |
| 2016-presente | Elena of Avalor         | Rei Joaquin                               | Dublagem; 5 episódios                                                                    |
| 2017          | Girlfriend's Day        | Madsen                                    | Filme                                                                                    |
| 2017          | Legends of Tomorrow     | Curtis Holt / Senhor Incrível             | Episódios: "Return of the Mack", "Crisis on Earth-X, Part 4"                             |